# (14100) Weierstrass
(14100) Weierstrass est un astéroïde de la ceinture principale.

## Description
(14100) Weierstrass est un astéroïde de la ceinture principale. Il fut découvert le 8 septembre 1997 à Prescott (Arizona) par Paul G. Comba. Il présente une orbite caractérisée par un demi-grand axe de 3,13 UA, une excentricité de 0,10 et une inclinaison de 0,6° par rapport à l'écliptique.

## Compléments